# Wettbewerbsrecht (Deutschland)
Das Wettbewerbsrecht umfasst im deutschen Recht das Recht des unlauteren Wettbewerbs (das Lauterkeitsrecht) und das Recht gegen Wettbewerbsbeschränkungen (das Kartellrecht).

## Rechtsmaterien

### Lauterkeitsrecht
Das Lauterkeitsrecht beschreibt die Spielregeln fairen wirtschaftlichen Verhaltens, die jedes Unternehmen im Wettbewerb um das Angebot und den Bezug wirtschaftlicher Leistungen einhalten muss. Es dient dem Schutz der Mitbewerber und der Verbraucher sowie dem Interesse der Allgemeinheit an einem unverfälschten Wettbewerb. Hinsichtlich der Beziehungen eines Unternehmens zum Verbraucher beruht es auf der Richtlinie 2005/29/EG gegen unlautere Geschäftspraktiken.

### Kartellrecht
Das Kartellrecht schützt den Wettbewerb als die geltende Wirtschaftsordnung in ihrer Struktur. Es  soll den freien Leistungswettbewerb als solchen gewährleisten, Monopole und wettbewerbsbeschränkende Vereinbarungen sowie abgestimmte Verhaltensweisen von Wettbewerbern verhindern und volkswirtschaftliche Stabilität schaffen.

## Rechtsquellen
Im deutschen Rechtsraum findet das Lauterkeitsrecht seine Grundlage im Wesentlichen im Gesetz gegen den unlauteren Wettbewerb, das allerdings von zahlreichen weiteren wettbewerbsrechtlichen Bestimmungen in anderen Gesetzen ergänzt wird, zum Beispiel dem Markengesetz, der Preisangabenverordnung oder dem Heilmittelwerbegesetz.
Das Kartellrecht wurde im Gesetz gegen Wettbewerbsbeschränkungen normiert, das auch Regelungen zum Vergaberecht (Vergabe von Aufträgen der öffentlichen Hand) enthält.

## Forschung und Lehre
Schwerpunktmäßig betreibt das Max-Planck-Institut für Immaterialgüter- und Wettbewerbsrecht Forschung auf diesem Gebiet.
Eine Spezialisierung im Wettbewerbsrecht als Masterstudiengang bieten bisher wenige deutsche Universitäten an: die Leuphana Universität Lüneburg in berufsbegleitender Form an der Professional School, die Freie Universität Berlin, die Universität Augsburg, die Technische Universität München und die Universität Mannheim.